# ヘイデン・シュロスバーグ
ヘイデン・シュロスバーグ（Hayden Schlossberg、1978年6月9日 - ）は、アメリカ合衆国の脚本家。

## 作品
- アメリカン・パイパイパイ!完結編 俺たちの同騒会
- ハロルド＆クマー　クリスマスは大騒ぎ!?